# Vellachbach
Der Vellachbach ist ein rechter Nebenfluss der Metnitz im Mödringbergzug im Gemeindegebiet von Metnitz.
Er entspringt nordöstlich der Lamerhöhe auf einer Höhe von etwa 1390 m. Der Vellachbach fließt insgesamt in nordöstlicher Richtung durch die Streusiedlung Vellach. Die bedeutendsten Zuflüsse sind der Bach von Wildoner und der Sauwinkelbach, die beide von rechts zufließen. Am südöstlichen Rand des Marktortes Metnitz mündet der Vellachbach in die Metnitz.